# Oratorio della Compagnia dei Bianchi della Giustizia
L'oratorio della Compagnia dei Bianchi della Giustizia è un luogo di culto di Napoli, situato nel Complesso degli Incurabili; può essere considerato come uno degli "oratori confraternali" più pregevoli e ricchi d'arte della città.

## Storia e descrizione
La Compagnia dei Bianchi della Giustizia venne fondata nel 1473 da Giacomo della Marca con il fine di recare assistenza e conforto ai condannati a morte. Inizialmente i confratelli avevano la loro sede nel chiostro di San Pietro ad Aram, finché nel 1524 non ebbero la possibilità di trasferirsi nell'appena edificato Complesso ospedaliero-religioso degli Incurabili, dove, grazie al benestare della fondatrice Maria Longo, costruirono un proprio oratorio che veniva aperto al pubblico solo nelle ricorrenze della Resurrezione e dell'Assunzione. Vari documenti di pagamento del XVII e del XVIII secolo attestano la presenza di molti importanti artisti locali che contribuirono a dare ai vari ambienti della confraternita l'aspetto barocco che tuttora li caratterizza. In anni recenti ha avuto dei parziali interventi di restauro che hanno permesso nel 2017 l'apertura del sito alle visite guidate (interrotte già nel 2019, a seguito di un crollo che ha riguardato la vicina Chiesa di Santa Maria del Popolo).
Si accede all'oratorio attraverso una scala settecentesca a tenaglia, tutta in piperno, sita nel cortile principale del Complesso. La cappella "maggiore", dedicata a Santa Maria Succurre Miseris, gioiello del barocco napoletano, conserva l'apparato artistico-decorativo datogli nel Seicento. Essa consiste in un'aula rettangolare, cinta da degli stalli lignei, finemente intagliati e ornati sulle spalliere da figure fantastiche, con in fondo il presbiterio. La volta e le pareti dell'aula vennero affrescati nel 1670 da Giovan Battista Beinaschi (che dipinse la scena centrale dell’Assunzione della Vergine sulla volta) e da Giacomo Sanso (che si occupò dell'apparato ornamentale complessivo). Tra il 1671 e il 1674 Dionisio Lazzari si occupò del rivestimento marmoreo del presbiterio, incluso l'altare maggiore, sopra il quale vi è una sontuosa cona marmorea dentro la quale si apre una nicchia che ospita la statua della Madonna con il Bambino, pregevole opera cinquecentesca tradizionalmente attribuita a Giovanni da Nola. Alla prima metà del XVII secolo risalgono gli affreschi di Giovanni Balducci (meritevoli di restauro) che ornano la volta del presbiterio e il suo sottarco; mentre ai lati del presbiterio vi sono due porte sormontate dai busti di San Pietro e San Paolo pagati nel 1698 a Lorenzo Vaccaro.
Altro ambiente di straordinario pregio è la Sacrestia. Essa venne totalmente affrescata nel 1720 da Paolo De Matteis (che si occupò della scena centrale sulla volta, raffigurante Il Cristo Risorto e il Trionfo della Croce, considerabile come una delle migliori realizzazioni ad affresco di tutta la sua carriera) e da un ignoto pittore (che dipinse le quadrature sulle pareti e le parti ornamentali che cingono la scena sulla volta). La decorazione ad affresco sulle pareti è in parte "coperta" dalle decine di ritratti circolari di illustri membri religiosi della confraternita (riguardo ai quali, si può citare il curioso aneddoto che vide nel 1747 Ferdinando Sanfelice offrirsi di dipingere gratis il ritratto del defunto fratello Antonio, già vescovo di Nardò).
Agli anni '20 del XVIII secolo risale la cappella "minore" della Madonna della Purità. Essa si caratterizza per la ricca decorazione in stucchi bianchi e dorati sulla volta e per gli affreschi illusionistici alle pareti. Sopra l'altarino, entro una cona marmorea, è collocato il dipinto della Madonna della Purità, commissionato nel 1650 dai confratelli a un "eccellente pittore" (che, in mancanza di prove documentarie, potrebbe essere identificato in Pacecco De Rosa).
In altre sale dell'oratorio si espongono ulteriori oggetti di valore. Il più caratteristico di tutti è La Scandalosa, una ceroplastica seicentesca di impressionante realismo, raffigurante, a mezzo busto, una donna sfigurata dalla sifilide. Si tratta chiaramente di un'opera dalla finalità "moraleggiante": la si esponeva al fine di scoraggiare le donne dall'intraprendere l'attività della prostituzione. Degne di menzione sono anche due tele di piccolo formato (un San Pietro e un San Paolo) a lungo ignorate dagli studiosi, eppure attribuibili con certezza agli anni giovanili del grande pittore spagnolo Jusepe de Ribera.

## Altre immagini

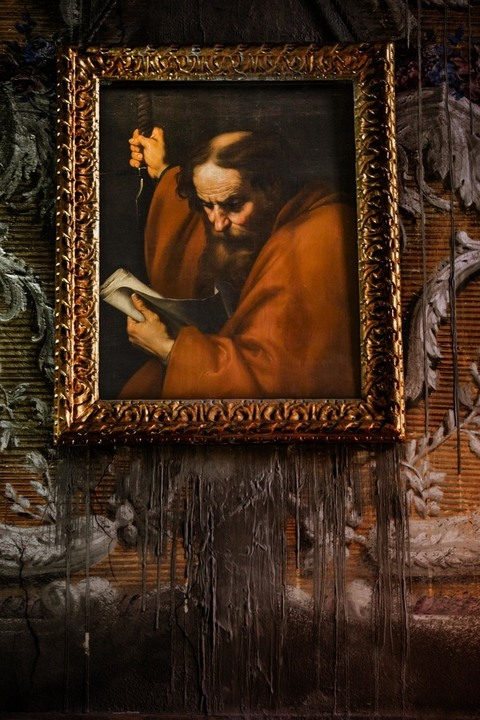
Il San Paolo, probabile olio su tela di Jusepe de Ribera